# 维克多·劳尔·阿亚·德拉托雷
维克多·劳尔·阿亚·德拉托雷（西班牙語：Víctor Raúl Haya de la Torre；1895年2月22日—1979年8月2日）是秘鲁的一个政治家，哲学家和作家。他创建了秘鲁现今最古老的政党——美洲人民革命联盟。他还是阿普拉主义的创始人和主要理论家。

## 生平
维克多·劳尔·阿亚·德拉托雷出生在秘鲁北部最大的城市的特鲁希略，1913年他考入特鲁希略国立大学，攻读文学专业，在此期间他和秘鲁诗人塞萨尔·巴列霍结成友谊。之后他考入了位于利马的圣马科斯大学。他尝试改革秘鲁的教育，然而失败了。1923年，他被秘鲁总统奥古斯托·莱吉亚逐出国境。1924年，他在墨西哥城创立了美洲人民革命联盟。1931年，维克多·劳尔·阿亚·德拉托雷返回秘鲁竞选总统，因为贿选败给军人出身的路易斯·桑切斯·塞罗，接着被桑切斯·塞罗政府拘禁了15个月，美洲人民革命联盟也随之被取缔。1934年阿普拉党短暂解禁后，1935年阿普拉党再次被取缔直到1945年布斯塔曼特上台。
在1945年选举中，阿普拉党鼎力协助布斯塔曼特当选总统，然而好景不长，1948年在阿普拉党人试图在卡亚俄起义夺取政权，在这次尝试失败后，布斯塔曼特放弃了和阿普拉党结盟，宣布再次将该党取缔。接着在1950年奥德里亚将军政变后，阿普拉党被禁止，维克多·劳尔·阿亚·德拉托雷也被通缉。维克多·劳尔·阿亚·德拉托雷在哥伦比亚驻利马大使馆寻求政治避难，直到1954年才重返政坛。
1956年阿普拉党解禁后，维克多·劳尔·阿亚·德拉托雷在国外遥控秘鲁阿普拉党，维克多·劳尔·阿亚·德拉托雷参加了1962年的选举并且以极小的差距胜出，不过这次选举不被军政府承认，并要求重新举行大选，1963年大选中维克多·劳尔·阿亚·德拉托雷大败。
1978年，由于他极高的名望，维克多·劳尔·阿亚·德拉托雷被选为制宪大会主席，他在病床上签署了新宪法，并且在签署完宪法的21天后病逝。

## 思想
维克多·劳尔·阿亚·德拉托雷认为拉丁美洲的秩序必须要有拉丁美洲人决定，而不是美国或者苏联。他主张实行普世民主制 ，平等权利和对土著居民的尊重以及基于公有土地所有权概念和工业对国家控制的土地改革等社会主义经济政策。维克多·劳尔·阿亚·德拉托雷提倡推翻自殖民时代以来一直统治秘鲁的土地寡头，以理想的社会主义精英取代他们。